# Stratton (film)
Pour les articles homonymes, voir Stratton.
Pour plus de détails, voir Fiche technique et Distribution.
Stratton est un film britannique réalisé par Simon West et sorti en 2017. Il s'agit d'une adaptation de la série de romans de Duncan Falconer mettant en scène le personnage de John Stratton.

## Synopsis
Nageur de combat au sein du SBS, John Stratton travaille pour le MI-6. En s'infiltrant dans un laboratoire iranien avec son coéquipier Marty pour voler de dangereuses molécules chimiques, la mission tourne mal et celles-ci ont disparu. Stratton et son équipe devront stopper une cellule terroriste qui est sur le point de les répandre à Londres.

## Fiche technique
Sauf indication contraire, les informations mentionnées dans cette section peuvent être confirmées par la base de données cinématographiques IMDb,  présente dans la section « Liens externes ».
- Titre original et français : Stratton
- Réalisation : Simon West
- Scénario : Warren Davis II et Duncan Falconer
- Musique : Nathaniel Méchaly
- Décors : Jonathan Lee
- Costumes : Stephanie Collie
- Photographie : Felix Wiedemann
- Montage : Andrew MacRitchie
- Production : Guy Collins et Matthew Jenkins

Producteurs délégués : Julian Friedmann, Fred Hedman, Jib Polhemus, Michael Ryan, Maria Walker et Vanessa Zerda
- Société de production : Atomic Arts, GFM films, SquareOne Entertainment, Stratton Film Productions, Twickenham Film Studios
- Sociétés de distribution : GFM films, Vertigo Films (Royaume-Uni)
- Budget : 12,9 millions £[1]
- Pays de production :  Royaume-Uni
- Langue originale : anglais
- Format : couleur  — 2,35:1 — son Dolby Digital
- Genre : thriller, action, espionnage
- Durée : 95 minutes
- Dates de sortie :
  - France : 5 avril 2017 (vidéo à la demande), 3 mai 2017 (DVD)
  - Royaume-Uni : 1er septembre 2017

## Distribution
- Dominic Cooper (VF : Francisco Gil) : John Stratton
- Austin Stowell (VF : Fabrice Lelyon) : Hank
- Gemma Chan (VF : Nayeli Forest) : Aggy
- Thomas Kretschmann (VF : Jérôme Frossard) : Grigory Barovsky
- Tyler Hoechlin (VF : Renaud Heine) : Marty
- Tom Felton (VF : Dov Milsztajn) : Cummings
- Connie Nielsen (VF : Susan Sindberg) : Sumner
- Derek Jacobi (VF : Jacques Albaret) : Ross
- Igal Naor (VF : Jérôme Keen) : Tariq Alawi
- Olegar Fedoro (VF : Mathéo Gare) : Sergei Orlov

## Production
Le tournage a lieu eb Italie notamment à Rome, Londres et ses environs (Greenwich Yacht Club, Battersea Park, South Dock, Brentford, Millwall, Bethnal Green, ...).